# Nanamonodes trilineata
Nanamonodes trilineata là một loài bướm đêm trong họ Noctuidae.